# Anne Lenze
Anne Lenze (* 1959) ist eine deutsche Rechtswissenschaftlerin.

## Leben
Nach dem Studium der evangelischen Theologie und der Rechtswissenschaft an der Universität Bochum 1979 bis 1980, wechselte Lenze an die Universität Bremen, um dort ihr Studium der Rechtswissenschaft fortzusetzen. Dem ersten Staatsexamen folgte ein achtmonatiger Studienaufenthalt an der Universität Berkeley, bevor sie im November 1985 das zweite juristische Staatsexamen ablegte. Von 1986 bis 1989 arbeitete Lenze als wissenschaftliche Mitarbeiterin an der Universität Bremen. Im Jahr 1988 wurde sie dort mit einer Arbeit über die rechtliche Bewertung der Hausfrauenarbeit promoviert. Lenze war Stipendiatin des Evangelischen Studienwerks Villigst.
Die Tätigkeit als Richterin am Sozialgericht Bremen schloss sich von 1989 bis 1996 an.
Zum September 1996 erhielt Lenze einen Ruf als Professorin für Familien-, Jugendhilfe- und Sozialrecht am Fachbereich Sozialpädagogik der Hochschule Darmstadt, wo sie seitdem tätig ist. Im Juni 2004 erfolgte die Habilitation an der Universität Frankfurt mit einer Arbeit über die verfassungsrechtlichen und europarechtlichen Probleme der Rentenreform. Lenze wurde die venia legendi für Öffentliches Recht, Europarecht und Sozialrecht verliehen.

## Wirken
Lenze ist vor allem mit Arbeiten über die Reform des Sozialstaats hervorgetreten. Sie beschäftigt sich insbesondere mit Fragen des sozialen Ausgleichs zwischen den Generationen und der sozialen Gerechtigkeit, außerdem mit den Berührungspunkten von Sozialrecht und Steuerrecht. Sie tritt für die Einführung der Bürgerversicherung ein. Im Zusammenhang mit der Neuregelung der Grundsicherung für Arbeitsuchende hat sie die Berechnung des Regelsatzes für Kinder kritisiert. Lenze hat die Neuregelung der Regelsätze und der Bedarfe für Bildung und Teilhabe seit 2011 sowie das Datenschutzrecht in der vierten Auflage des Kommentars zum SGB II von Johannes Münder bearbeitet. Darüber hinaus tritt sie für mehr Steuergerechtigkeit von Eltern im Vergleich zu Kinderlosen ein. Im Rahmen ihrer wissenschaftlichen Tätigkeit ist Lenze als Gutachterin für die Friedrich-Ebert-Stiftung sowie für die Hans-Böckler-Stiftung tätig. Daneben gibt sie Interviews im Rundfunk und in der Presse, wo sie auch Beiträge zu aktuellen sozialpolitischen Fragen veröffentlicht.
Lenze ist Mitherausgeberin der Zeitschrift Kritische Justiz.

## Schriften (Auswahl)
- Anne Lenze: Hausfrauenarbeit: Kritische Analyse und rechtliche Bewertung. 1. Auflage. Nomos Verlag, Baden-Baden 1989, ISBN 3-7890-1869-4 (Zugl.: Bremen, Univ., Diss., 1988).
- Anne Lenze: Staatsbürgerversicherung und Verfassung: Rentenreform zwischen Eigentumsschutz, Gleichheitssatz und europäischer Integration. Mohr Siebeck, Tübingen 2005, ISBN 3-16-148710-9, doi:10.1628/978-3-16-157982-0 (Zugl.: Frankfurt am Main, Univ., Habil.-Schr., 2004).
- Anne Lenze: Gleichheitssatz und Generationengerechtigkeit. In: Der Staat. Band 46, Nr. 1, 2007, S. 89–108, JSTOR:43747594.
- Anne Lenze: Abschied von der Solidargemeinschaft. In: Kritische Justiz. Band 43, 2010, S. 132–144, doi:10.5771/0023-4834-2010-2-132.
- Anne Lenze: Hartz IV Regelsätze und gesellschaftliche Teilhabe. Das Urteil des BVerfG vom 9. 2. 2010 und seine Folgen. (PDF; 227 kB) In: WISO Diskurs. Mai 2010, abgerufen am 6. Januar 2011 (Expertisen und Dokumentationen zur Wirtschafts- und Sozialpolitik; Friedrich Ebert Stiftung).
- Anne Lenze: Warum die Bundesregierung erneut verfassungsriskante Regelbedarfe vorlegt. In: WSI-Mitteilungen. Nr. 10, 2011, S. 534–540.
- Anne Lenze: Armut und Unterversorgung aus rechtswissenschaftlicher Sicht: Das menschenwürdige Existenzminimum als wichtigste Konstruktionslinie des Sozial-, Steuer- und Unterhaltsrechts. In: Peter Masuch, Wolfgang Spellbrink, Ulrich Becker, Stephan Leibfried (Hrsg.): Grundlagen und Herausforderungen des Sozialstaats – Denkschrift 60 Jahre Bundessozialgericht. Band 2, 2015, S. 409–439.